# Campeonato Europeo Sub-17 de la UEFA 2014
El Campeonato Europeo Sub-17 de la UEFA es la decimotercera vez que se celebra. La fase final se realizó en Malta. La primera fase de clasificación comenzó el 21 de septiembre de 2013.

## Fase final de grupos
En esta fase hay dos grupos de cuatro selecciones, el primero y segundo pasan a las semifinales.
El sorteo se realizó el 9 de abril de 2014, en el St. James Cavalier de Valleta, Malta
El anfitrión de esta fase fue Malta

### Grupo A
| Equipo       | Pts | PJ | PG | PE | PP | GF | GC | Dif |
| ------------ | --- | -- | -- | -- | -- | -- | -- | --- |
| Países Bajos | 9   | 3  | 3  | 0  | 0  | 10 | 4  | 6   |
| Inglaterra   | 6   | 3  | 2  | 0  | 1  | 7  | 3  | 4   |
| Turquía      | 3   | 3  | 1  | 0  | 2  | 7  | 7  | 0   |
| Malta        | 0   | 3  | 0  | 0  | 3  | 2  | 12 | -10 |

| 9 de mayo de 2014 | Países Bajos                                      | 3:2 (0:0) | Turquía                | Estadio Nacional Ta' Qali, Ta' Qali, Malta |                              |
| 11:00 (CEST)      | - Verdonk 54' (pen.) - Nouri 69' - Ould-Chikh 75' | Reporte   | - 43' Ünal - 79' Aktay | Árbitro(s): Nikola Dabanović               | Árbitro(s): Nikola Dabanović |

| 9 de mayo de 2014 | Malta | 0:3 (0:2) | Inglaterra                         | Estadio Nacional Ta' Qali, Ta' Qali, Malta |                                   |
| 18:00 (CEST)      |       | Reporte   | - 15', 48' Roberts - 25' Armstrong | Árbitro(s): Aleksandrs Anufrijevs          | Árbitro(s): Aleksandrs Anufrijevs |

| 12 de mayo de 2014 | Inglaterra                                     | 4:1 (1:1) | Turquía    | Gozo Stadiumrk, Gozo, Malta                                |                                                            |
| 11:15 (CEST)       | - Solanke 22', 49' - Kenny 58' - Armstrong 64' | Reporte   | - 16' Ünal | Asistencia: 1 631 espectadores Árbitro(s): Jonathan Lardot | Asistencia: 1 631 espectadores Árbitro(s): Jonathan Lardot |

| 12 de mayo de 2014 | Malta                       | 2:5 (1:3) | Países Bajos                                 | Gozo Stadium, Gozo, Malta  |                            |
| 15:15 (CEST)       | - Mbong 37' - Friggieri 64' | Reporte   | - 5', 27', 42' Schuurman - 13', 69' Bergwijn | Árbitro(s): Aliyar Aghayev | Árbitro(s): Aliyar Aghayev |

| 15 de mayo de 2014                                                      | Turquía                           | 4:0 (0:0) | Malta | Estadio Nacional Ta' Qali, Ta' Qali, Malta |                             |
| 11:00 (CEST)                                                            | - Alici 43', 58' - Aktay 70', 76' | Reporte   |       | Árbitro(s): Jonathan Lardot                | Árbitro(s): Jonathan Lardot |
| Malta se convierte es el primer anfitrión en quedarse en fase de grupo. |                                   |           |       |                                            |                             |

| 15 de mayo de 2014 | Inglaterra | 0:2 (0:0) | Países Bajos                     | Hibernians Ground, Paola, Malta |                              |
| 11:00 (CEST)       |            | Reporte   | - 45' Verdonk - 68' van der Moot | Árbitro(s): Alexander Harkam    | Árbitro(s): Alexander Harkam |

### Grupo B
| Equipo   | Pts | PJ | PG | PE | PP | GF | GC | Dif |
| -------- | --- | -- | -- | -- | -- | -- | -- | --- |
| Portugal | 9   | 3  | 3  | 0  | 0  | 4  | 0  | 4   |
| Escocia  | 6   | 3  | 2  | 0  | 1  | 4  | 3  | 1   |
| Alemania | 1   | 3  | 0  | 1  | 2  | 1  | 3  | -2  |
| Suiza    | 1   | 3  | 0  | 1  | 2  | 2  | 5  | -3  |

| 9 de mayo de 2014 | Alemania       | 1:1 (0:0) | Suiza       | Gozo Stadiumrk, Gozo, Malta  |                              |
| 11:15 (CEST)      | - Henrichs 58' | Reporte   | - 72' Babic | Árbitro(s): Alexander Harkam | Árbitro(s): Alexander Harkam |

| 9 de mayo de 2014 | Escocia | 0:2 (0:1) | Portugal                 | Gozo Stadiumrk, Gozo, Malta |                            |
| 15:15 (CEST)      |         | Reporte   | - 18' Sanches - 78' Mata | Árbitro(s): Andreas Ekberg  | Árbitro(s): Andreas Ekberg |

| 12 de mayo de 2014 | Suiza | 0:1 (0:0) | Portugal   | Hibernians Ground, Paola, Malta |                              |
| 11:00 (CEST)       |       | Reporte   | - 54' Mata | Árbitro(s): Nikola Dabanović    | Árbitro(s): Nikola Dabanović |

| 12 de mayo de 2014 | Alemania | 0:1 (0:0) | Escocia      | Hibernians Ground, Paola, Malta   |                                   |
| 18:00 (CEST)       |          | Reporte   | - 41' Wright | Árbitro(s): Aleksandrs Anufrijevs | Árbitro(s): Aleksandrs Anufrijevs |

| 15 de mayo de 2014 | Portugal        | 1:0 (0:0) | Alemania | Estadio Nacional Ta' Qali, Ta' Qali, Malta |                            |
| 18:00 (CEST)       | - Rodrigues 51' | Reporte   |          | Árbitro(s): Andreas Ekberg                 | Árbitro(s): Andreas Ekberg |

| 15 de mayo de 2014 | Suiza         | 1:3 (1:0) | Escocia                                   | Hibernians Ground, Paola, Malta |                            |
| 18:00 (CEST)       | - Oberlin 20' | Reporte   | - 45' Wighton - 56' Sheppard - 63' Hardie | Árbitro(s): Aliyar Aghayev      | Árbitro(s): Aliyar Aghayev |

## Ronda final
|  | Semifinales           | Semifinales           |            |              | Final                 | Final                 |  |
|  | 18 de mayo - Ta' Qali | 18 de mayo - Ta' Qali |            |              | 21 de mayo - Ta' Qali | 21 de mayo - Ta' Qali |  |
|  |                       |                       |            |              |                       |                       |  |
|  |                       |                       |            |              |                       |                       |  |
|  | Portugal              | 0                     |            |              |                       |                       |  |
|  | Portugal              | 0                     |            |              |                       |                       |  |
|  | Inglaterra            | 2                     |            |              |                       |                       |  |
|  | Inglaterra            | 2                     |            | Países Bajos | 1 (1)                 |                       |  |
|  |                       |                       |            | Países Bajos | 1 (1)                 |                       |  |
|  |                       |                       | Inglaterra | 1 (4)        |                       |                       |  |
|  | Países Bajos          | 5                     | Inglaterra | 1 (4)        |                       |                       |  |
|  | Países Bajos          | 5                     |            |              |                       |                       |  |
|  | Escocia               | 0                     |            |              |                       |                       |  |
|  | Escocia               | 0                     |            |              |                       |                       |  |
|  |                       |                       |            |              |                       |                       |  |

### Semifinales
| 18 de mayo de 2014 | Portugal | 0:2 (0:0) | Inglaterra                  | Estadio Nacional Ta' Qali, Ta' Qali, Malta |                              |
| 17:45 (CEST)       |          | Reporte   | - 52' Solanke - 74' Roberts | Árbitro(s): Alexander Harkam               | Árbitro(s): Alexander Harkam |

| 18 de mayo de 2014 | Países Bajos                                                                       | 5:0 (2:0) | Escocia | Estadio Nacional Ta' Qali, Ta' Qali, Malta |                             |
| 20:45 (CEST)       | - Verdonk 35' (pen.) - Nouri 38' - Bergwijn 57' - Owobowale 59' - van der Moot 73' | Reporte   |         | Árbitro(s): Jonathan Lardot                | Árbitro(s): Jonathan Lardot |

### Final
| 21 de mayo de 2014 | Países Bajos                         | 1:1 (1:1) (1:4 p.)         | Inglaterra                       | Estadio Nacional Ta' Qali, Ta' Qali, Malta |                            |
| 19:00 (CEST)       | - Schuurman 40'                      | Reporte                    | - 25' Solanke                    | Árbitro(s): Andreas Ekberg                 | Árbitro(s): Andreas Ekberg |
|                    |                                      | Tiros desde el punto penal |                                  |                                            |                            |
|                    | - van der Moot - Schuurman - Verdonk |                            | - Ledson - Moore - Cooke - Kenny |                                            |                            |

| Bandera de Inglaterra |
| Campeón Inglaterra    |
| 2º Título             |

## Estadísticas

### Tabla general
| Equipo | Equipo       | Pts | PJ | PG | PE | PP | GF | GC | Dif | Rend |
| ------ | ------------ | --- | -- | -- | -- | -- | -- | -- | --- | ---- |
| 1      | Inglaterra   | 10  | 5  | 3  | 1  | 1  | 10 | 4  | +6  | 67%  |
| 2      | Países Bajos | 13  | 5  | 4  | 1  | 0  | 16 | 5  | +11 | 87%  |
| 3      | Portugal     | 9   | 4  | 3  | 0  | 1  | 4  | 2  | +2  | 75%  |
| 4      | Escocia      | 6   | 4  | 2  | 0  | 2  | 4  | 8  | -4  | 50%  |
| 5      | Turquía      | 3   | 3  | 1  | 0  | 2  | 7  | 7  | 0   | 33%  |
| 6      | Alemania     | 1   | 3  | 0  | 1  | 2  | 1  | 3  | -2  | 11%  |
| 7      | Suiza        | 1   | 3  | 0  | 1  | 2  | 2  | 5  | -3  | 11%  |
| 8      | Malta        | 0   | 3  | 0  | 0  | 3  | 2  | 12 | -10 | 0%   |

### Goleadores
| Jugador         | Equipo       | Goles |
| --------------- | ------------ | ----- |
| Dominic Solanke | Inglaterra   | 4     |
| Jari Schuurman  | Países Bajos | 4     |
| Patrick Roberts | Inglaterra   | 3     |
| Calvin Verdonk  | Países Bajos | 3     |
| Steven Bergwijn | Países Bajos | 3     |
| Fatih Aktay     | Turquía      | 3     |